# パトルイユ・スイス

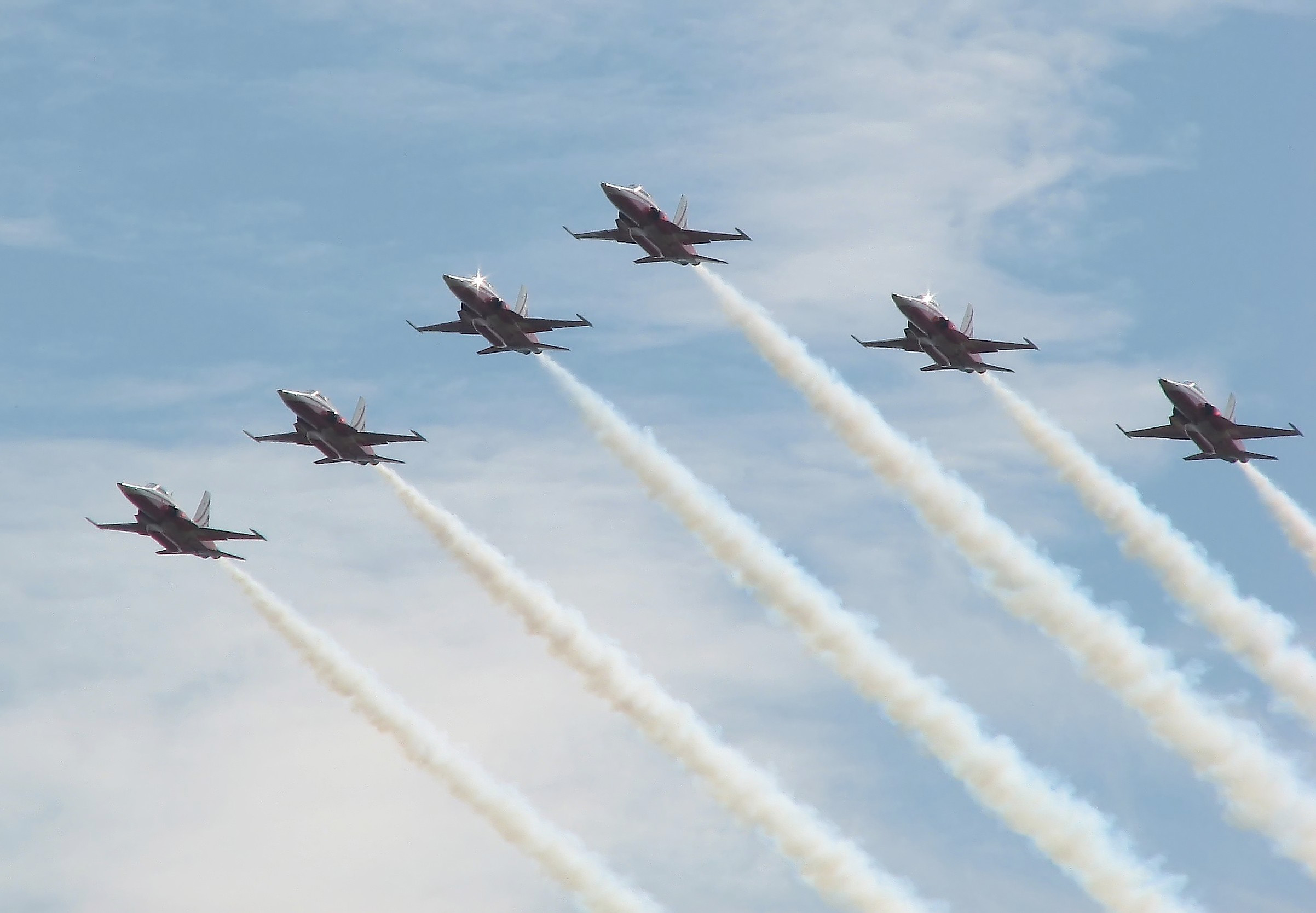
2006年7月17日に行われた航空アクロバットの様子

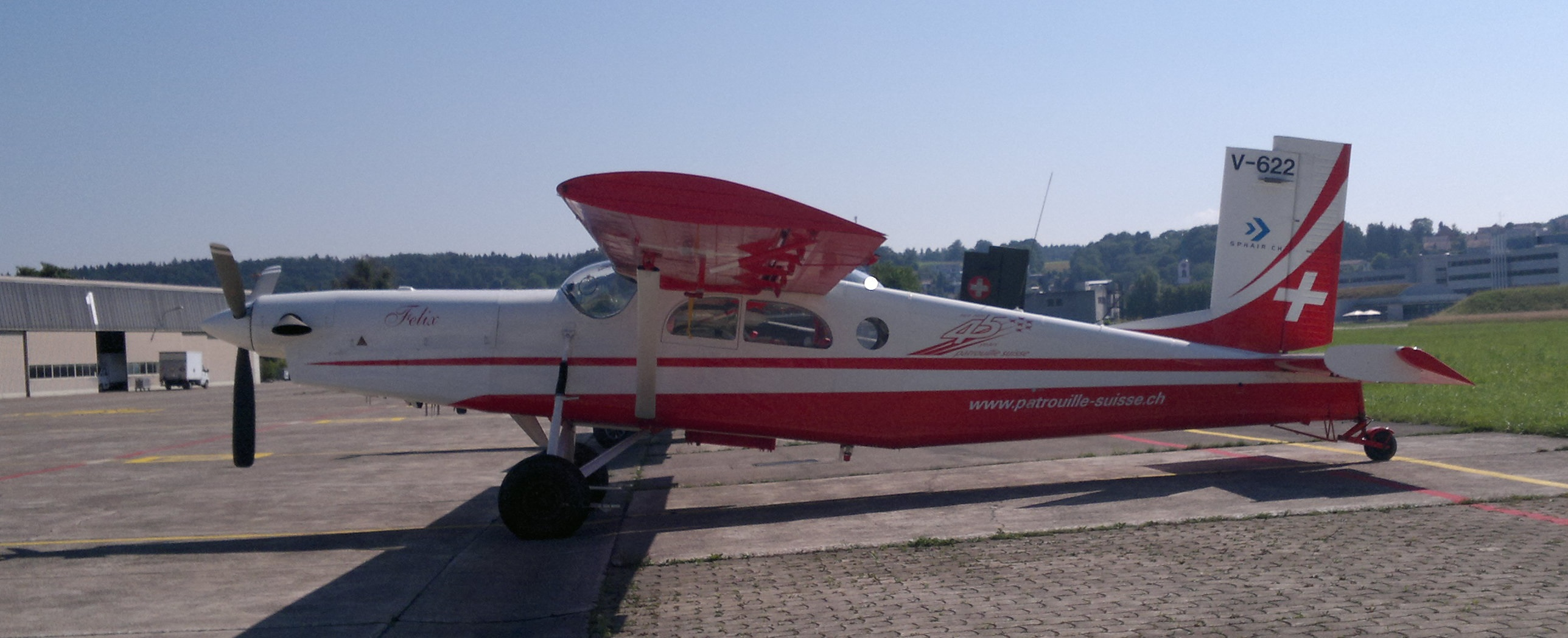
Patrouille Suisse PC-6 V-622 "Felix"

パトルイユ・スイス（仏：Patrouille Suisse）はスイス空軍の曲技飛行隊である。

## 沿革
空軍創設50周年とローザンヌで開かれた国内博に合わせて1964年に編成された。当時はホーカー・ハンター戦闘機を使用しており、機体下部が赤白、機種にチームエンブレムを描いただけの塗装であったが、1995年にF-5EタイガーII戦闘機に機種転換した際、赤と白のスイスの国旗をイメージした塗装になっている。

## 編成
同チームはショーシーズンに非常時編成されるパートタイムチームであり、メンバーの訓練は2週に1度の月曜日にホームベースであるエメン空軍基地に集合し、その日1回の訓練飛行を行って技量を維持しており、しかも普段からF-5に搭乗しているメンバーはいない（メンバー全員がF/A-18のパイロット）という状態である。にもかかわらず、2016年に事故を起こすまで半世紀もの間事故を起こさなかった。
ヨーロッパでは数少ない戦闘機（超音速機）を使用したチームで、演技内容もヨーロッパスタイルとアメリカンスタイルとを組み合わせており、年間20回程ヨーロッパ各地での飛行展示を実施している。機体は通常の訓練飛行でも標的曳航などに使われている。
| Call Sign     | Position            | Name                                |
| ------------- | ------------------- | ----------------------------------- |
| Tiger Zero    | Commander           | Lt Col Nils Hämmerli „Jamie“        |
| Tiger Uno     | Leader              | Hptm Gunnar Jansen „Gandalf“        |
| Tiger Due     | Right Wing          | Hptm Claudius Meier „Mac“           |
| Tiger Tre     | Left Wing           | Hptm David Pereira „Pepe“           |
| Tiger Quattro | Slot                | Hptm Martin Schär „Jaydee“          |
| Tiger Cinque  | 2nd Solo            | Hptm Lukas Nannini „Bigfoot“        |
| Tiger Sexi    | 1st Solo            | Hptm Michael Duft „Püpi“            |
| Tiger Sette   | Spare Pilot /Filmer |                                     |
| Tiger Otto    | Speaker             | Lt Col Christian Trottmann „Trotti“ |
| Tiger Nove    | Speaker             | Hptm Jody Bolomey „Jody“            |

- J-3081
- J-3083
- J-3084
- J-3085
- J-3086
- J-3087
- J-3089 (Spare aircraft)

- V-622 "Felix" Pilatus PC-6 Transport

## 不祥事
2019年7月6日、アルプス越え飛行を成功させたオスカー・ビーダー没後100年記念式典で展示飛行を行う予定だったが、誤って会場のランゲンブルックではなく西方5～6kmでヨーデル祭りが開催されていたミュームリスビル村の上空で展示飛行をする珍事が起きた。
2023年6月15日、ヨーデル祭りでの展示飛行に向けた訓練中に、2番機と3番機が接触。3番機の機体の一部が脱落したが、墜落には至らず、全機無事に着陸した。この事故で、落下した破片により民家に被害が生じ、住民1名が負傷した。